# Zaklinacz
Zaklinacz – typ szamana funkcjonującego w wielu kulturach pierwotnych, który specjalizuje się w przepędzaniu "złych duchów", które według wierzeń tych kultur powodują choroby i inne nieszczęścia, a także w "odczynianiu" zaklęć.